# Frederick Maitland (contre-amiral)
Pour les articles homonymes, voir Maitland.
Frederick Lewis Maitland, né le 7 septembre 1777 à Rankeilour dans le Fife et mort le 30 novembre 1839 à bord du HMS Wellesley à Bombay est un officier de la Royal Navy. Après avoir combattu pendant les guerres de la Révolution française et les guerres napoléoniennes, il accède au grade de contre-amiral. Le point d'orgue de sa carrière se déroule à la fin des Cent-Jours, lorsque Napoléon Ier monte à bord de son vaisseau, le HMS Bellerophon, et se livre aux Britanniques.